# Tokorp (naturreservat)
Tokorp är ett naturreservat i Linköpings kommun i Östergötlands län.
Området är naturskyddat sedan 2006 och är 37 hektar stort. Reservatet omfattar öppna och trädklädda betesmarker söder om gården Tokorp.